# Hôtel du Cardinal de Richelieu

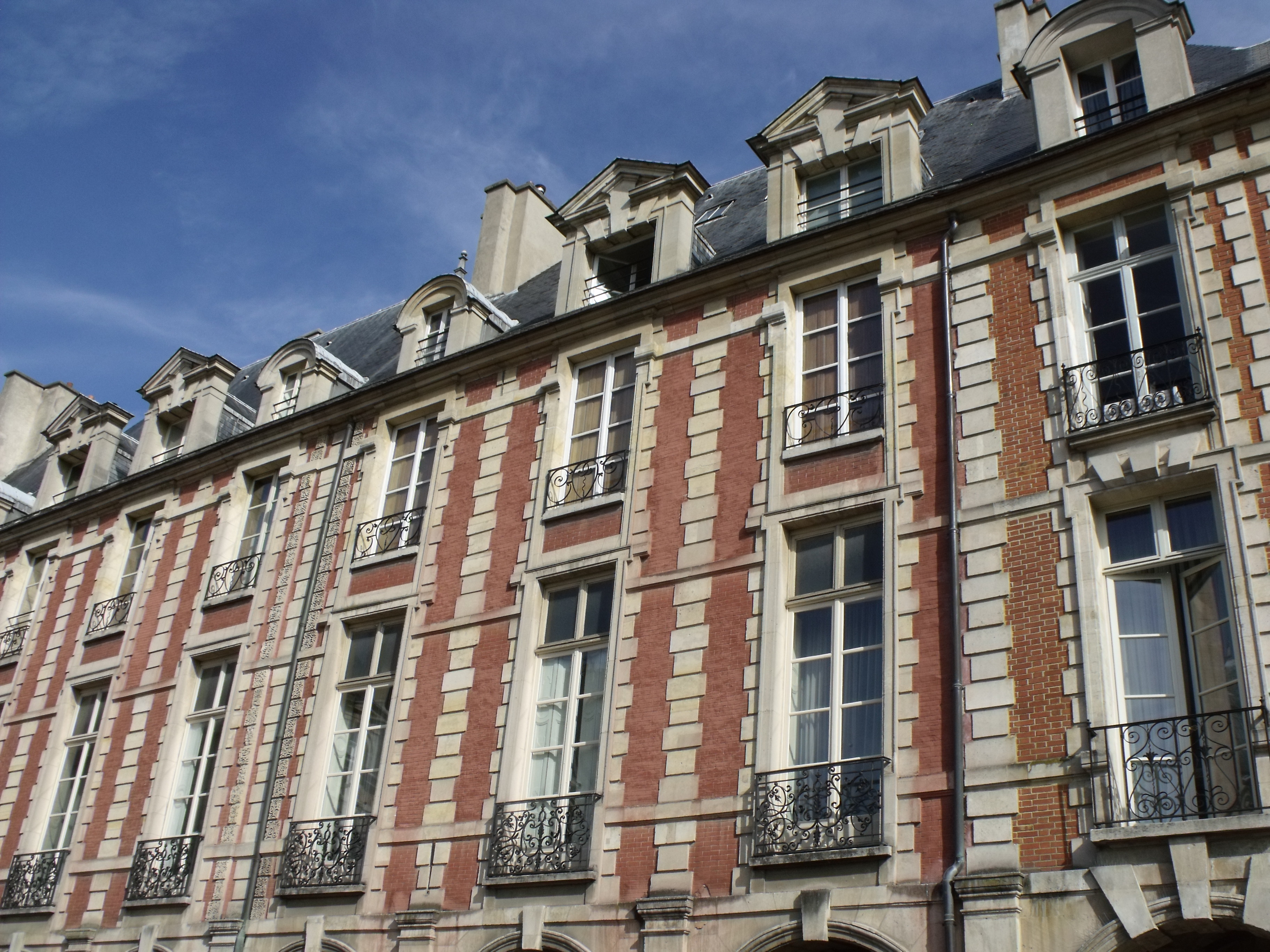
Hôtel du Cardinal de Richelieu

Hôtel du Cardinal de Richelieu (Palác kardinála Richelieu) je soukromý městský palác v Paříži. Nachází se v historické čtvrti Marais na náměstí Place des Vosges.

## Umístění
Hôtel du Cardinal de Richelieu má číslo 21 na náměstí Place des Vosges. Nachází na severní straně náměstí ve 3. obvodu.

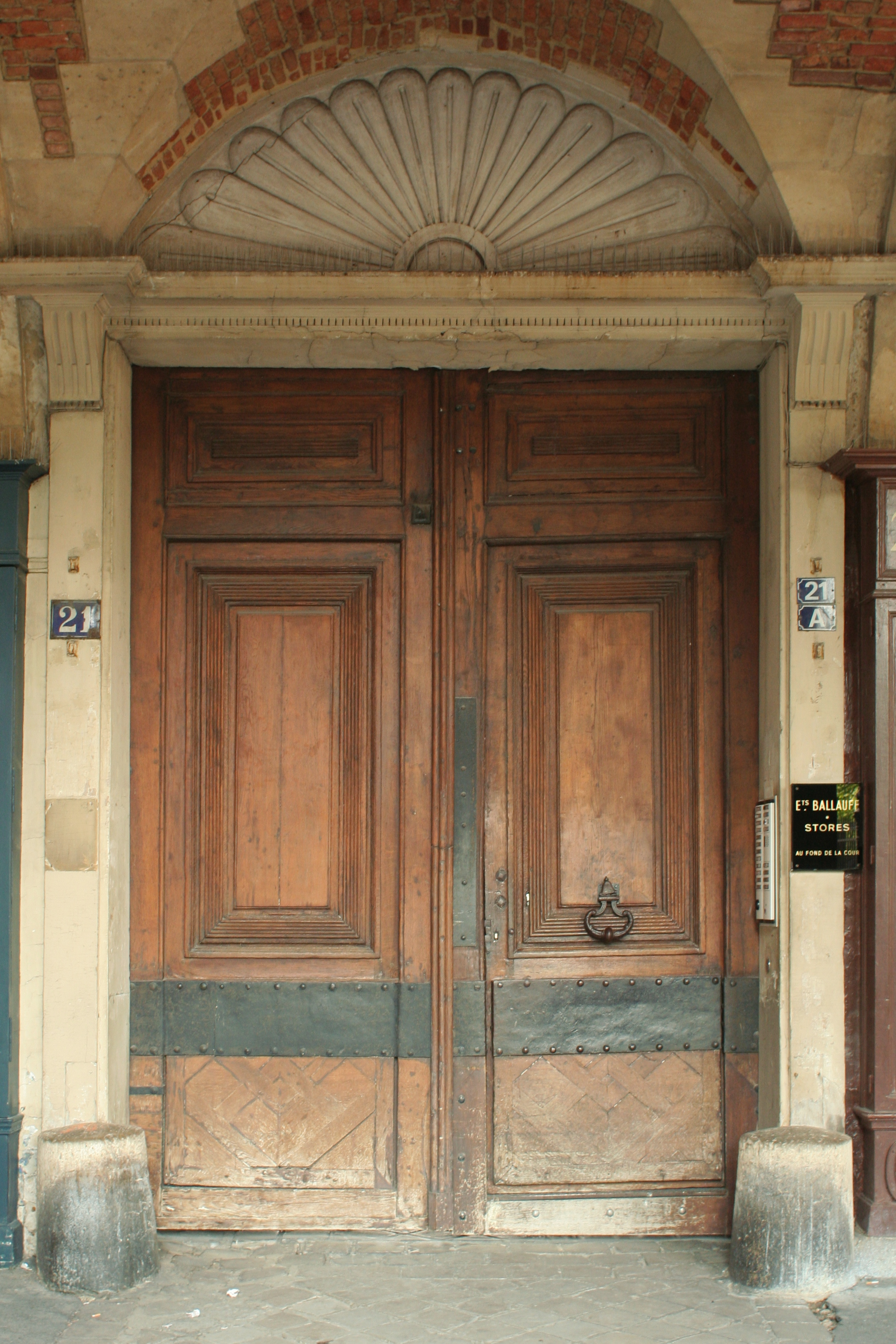
Portál

## Historie
Palác byl postaven v letech 1605-1612 v rámci založení náměstí. Navzdory svému jménu zde nikdy kardinál Richelieu nebydlel. V roce 1609 získal parcelu bankéř Jean André Lumagne, který dokončil stavbu paláce, který v roce 1630 koupil prezident finanční komory Robert Aubery a pronajal jej maršálovi Urbainovi de Maillé, kardinálovu švagrovi. V roce 1660 koupil dům za 167 000 livrů kardinálův prasynovec Armand-Jean du Plessis, vévoda de Richelieu, po jehož rodině nese palác jméno. Jeho syn Louis-François-Armand du Plessis, vévoda de Richelieu roce 1723 odkoupil od prince de Guise (s jehož dcerou se v roce 1734 oženil) vedlejší dům č. 23 a spojil je v jeden palác. V roce 1721 zde zemřela Markéta Luisa Orleánská, dcera Gastona Orleánského. V roce 1756 vévoda de Richelieu prodal plalác Jeanu-Gabrielovi Morinovi. V roce 1822 dům koupil Claude-Rosalie Gastambide, výrobce bronzu a jeho rodina dům obývala do roku 1952. Spisovatel Alphonse Daudet zde bydlel v zahradním domku v letech 1876–1879. Napsal zde svůj román Králové ve vyhnanství. V roce 1923 si zde pronajal byt spisovatel Georges Simenon.
Fasáda a střechy paláce jsou od roku 1920 chráněny jako historická památka. Od roku 1958 jsou pod ochranou též galerie, střechy na nádvoří a schodiště.